# Information Rights Management
Information Rights Management (IRM) ist ein Ansatz in der Informatik, der den Zugriff auf digitale Informationen anhand von vorab zugewiesenen Schutzkategorien steuert. Der Ansatz umfasst ein Zusammenwirken sicherheitstechnischer, IT-gestützter und prozessualer Implementierungen. Ein ähnliches Vorgehen ist mit dem Digital Rights Management (DRM) aus der Musik- und Filmindustrie bekannt – damit wird das Urheberrecht umfassend geschützt. IRM setzt auf eine Verschlüsselung von Dateiinhalten. Zusätzlich werden durch den Eigentümer der Information den einzelnen Dateien Rechteinformationen in Form von Metadaten beigefügt. Über die Interpretation dieser Metadaten wird der Dateiinhalt vor unerlaubtem Zugriff, Bearbeitung, Kopieren oder Weiterverbreitung geschützt. Darüber hinaus kann durch ein IRM ein nachhaltiger Schutz vor ungewolltem Abfluss von Informationen (Data Leakage/Loss Prevention – DLP) erreicht werden.
Bei der Zentralisierung und Konsolidierung von IT-Infrastrukturen bietet ein IRM Ansätze, bisher durch physische Separierung realisierte Trennungs- und Schutzmechanismen alternativ abzubilden.

## Hersteller/Produkte
Zum IRM bieten mehrere Softwarehersteller Lösungen mit sehr unterschiedlichem Funktionsumfang und verschiedener Implementierungstiefe an: 
- Microsoft: Azure Information Protection[3]
- Adobe: Experience Manager - Document Security[4]
- secunet: SINA Workflow[5]
- Opentext: Documentum